# Anderson Cooper 360°
Anderson Cooper 360° é um programa noticioso apresentado pelo jornalista Anderson Cooper e emitido em simultâneo na CNN e CNN International. O programa inclui comentário político e entrevistas, apresentando também reportagens e notícias de última hora. O programa é transmitido ao vivo dos estúdios Time Warner Center em Nova York, mas às vezes é transmitido dos estúdios da CNN em Washington, D.C.. É exibido de segunda a sexta-feira à noite.